# Bergowie

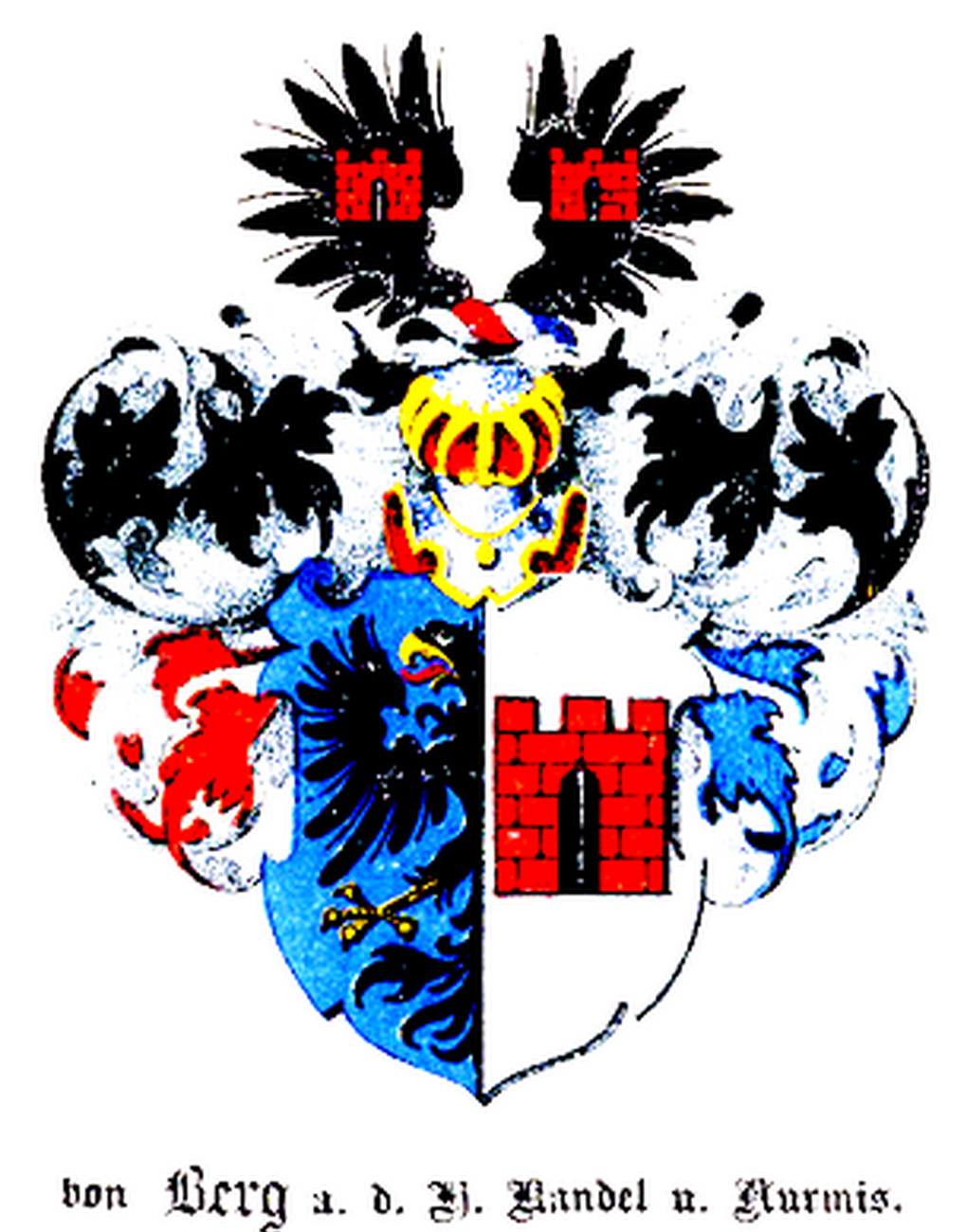
Herb rodu Bergów

Bergowie (von Berg zu Carmel) – starokrzyżacki ród szlachecki w Inflantach. W 1561 w wyniku układu zawartego w Wilnie posiadł wszystkie dotychczasowe przywileje szlachty polskiej (nie tracąc wcześniej nadanych praw). W 1620 Bergowie zostali zaliczeni do pierwszej klasy rycerstwa kurlandzkiego i wciągnięci na listę organizacji rycerskiej „Ritterbank” pod numerem 54, a ich tarcza wisiała w głównej sali rycerskiej (Ritterschaftssaal) gmachu tej organizacji (das kurländische Ritterhaus) w Mitawie. Do większego znaczenia doszli dopiero pod koniec XV wieku, kiedy jeden z przedstawicieli rodu Eggebert Berg de Carmel doszedł do funkcji wójta zamku w Zelburgu. Bergowie posiadali w czasach związkowego państwa inflanckiego włości Karmel na wyspie Ozylii. Do nich w XVI wieku przyłączyli duże dobra na terenie Kurlandii, które obejmowały m.in. Schönberg i Prezmę. Na początku XVIII wieku włości Bergów powiększyły się o sąsiadujące z Prezmą, a odkupione od Korffów dobra Fejmany. Ród wygasł w latach 90. XVIII wieku, a jego ostatnią przedstawicielką była Konstancja Berg, dziedziczka Fejman.

## Przedstawiciele
- Eggebert Berg zu Carmel – towarzysz wójta sonnenburskiego poświadczony 1476, wójt zelburski poświadczony 1487
- Jan Berg zu Carmel (zm. 1665) – starosta rajgrodzki
- Władysław Berg (zm. 1710[1]) – syn Jana, kasztelan inflancki od 1680